# Intel 8086
Intel 8086 (в 1980-85 годах известный как iAPX 86/10) — первый 16-битный микропроцессор компании Intel. Разрабатывался с весны 1976 года и выпущен 8 июня 1978 года. Реализованная в процессоре архитектура набора команд стала основой широко известной архитектуры x86. Процессоры этой архитектуры стали наиболее успешной линией процессоров Intel. Современные процессоры этой архитектуры сохраняют возможность выполнять все команды этого набора.
Незначительно изменённая версия процессора с 8-битной шиной данных, выпущенная в 1979 году под названием Intel 8088, применялась в персональных компьютерах IBM PC и IBM PC/XT.

## История

### Предшественники
В 1972 году Intel выпустила 8008, первый 8-битный микропроцессор. Он использовал набор инструкций, разработанный корпорацией Datapoint для программируемых компьютерных терминалов, пригодный и для универсальных процессоров. Этот процессор требовал нескольких дополнительных микросхем для использования в полноценном компьютере, отчасти потому, что использовал маленький корпус всего лишь с 18 выводами, который использовался для микросхем DRAM, производимых Intel, и соответственно не мог иметь отдельную шину адресов.
Двумя годами позже, в 1974 году, был запущен 8080, в новом, 40-выводном DIP-корпусе, первоначально разработанном для микросхем калькуляторов. Он имел отдельную шину адресов и расширенный набор инструкций, кодово- (не бинарно-) совместимый с 8008, дополненный для удобства программирования несколькими 16-битными инструкциями. Процессор Intel 8080 часто называют первым по-настоящему удобным и полезным микропроцессором. В 1977 году он был заменён на Intel 8085, с одним питающим напряжением (+5 В) вместо трёх различных на предшественнике и несколькими другими усовершенствованиями. Наиболее известными соперниками были 8-битные Motorola 6800 (1974), Microchip PIC16X (1975) (здесь наверное имеется в виду процессор General Instrument CP1600), MOS Technology 6502 (1975), Zilog Z80 (1976) и Motorola 6809 (1978).

### Разработка
Рынок 8-разрядных микропроцессоров в конце 1970-х годов был переполнен, и Intel, оставляя попытки закрепиться на нём, выпускает свой первый 16-битный процессор. Проект 8086 был начат в мае 1976 года и первоначально задумывался как временная замена для амбициозного и задерживающегося проекта iAPX 432 (также известного как 8800). Это была попытка, с одной стороны, противостоять менее запаздывавшим 16- и 32-битным процессорам других производителей (таких как Motorola, Zilog и National Semiconductor), а с другой — борьбы с угрозой от Zilog Z80 (разработанного командой под руководством ушедшего из Интел Федерико Фаджина), который стал очень успешным. Первая версия архитектуры 8086 (система команд, прерывания, работа с памятью и вводом-выводом) была разработана с середины мая до середины августа Стивеном Морзе. Потом команда разработчиков была увеличена до четырёх человек, которые представили два основных проектных документа — «8086 Architectural Specifications» и «8086 Device Specifications». При разработке не использовалось специализированных CAD-программ, а диаграммы были исполнены из текстовых символов. Использовались уже опробованные элементы микроархитектуры и физической реализации, в основном от Intel 8085.

## Описание
Процессор Intel 8086 представляет собой модернизированный процессор Intel 8080, и хотя разработчики не ставили перед собой цели достичь полной совместимости на программном уровне, большинство программ, написанных для Intel 8080, способно выполняться и на Intel 8086 после перекомпиляции. Новый процессор несёт в себе множество изменений, которые позволили значительно (в 10 раз) увеличить производительность по сравнению с предыдущим поколением процессоров компании.

### Регистры
Всего в процессоре Intel 8086 имеется 14 16-разрядных регистров: 8 регистров общего назначения (AX, BX, CX, DX), 2 индексных регистра (SI, DI), 2 указательных (BP, SP), 4 сегментных регистра (CS, SS, DS, ES), программный счётчик или указатель команды (IP) и регистр флагов (FLAGS, включает в себя 9 флагов). При этом регистры данных (AX, BX, CX, DX) допускают адресацию не только целых регистров, но и их младшей половины (регистры AL, BL, CL, DL) и старшей половины (регистры AH, BH, CH, DH), что не только позволило использовать новое на тот момент 16-разрядное ПО, но и сохранило обратную совместимость с 8-битными программами (правда, их необходимо было, по крайней мере, перекомпилировать).

### Шины
Размер шины адреса был увеличен с 16 бит до 20 бит, что позволило адресовать 1 Мбайт (220 байт) памяти. Шина данных была 16-разрядной. Однако в микропроцессоре шина данных и шина адреса использовали одни и те же контакты на корпусе. Это привело к тому, что нельзя одновременно подавать на системную шину адреса и данные. Мультиплексирование адресов и данных во времени позволяет использовать всего 20 контактов корпуса, но уменьшает скорость передачи данных.
Из-за того, что выполнение отдельных команд меньше цикла ввода-вывода, в процессор был введён (впервые) буфер команд на 6 байт, это позволяло выполнять, например, команды сложения параллельно командам ввода-вывода.

### Работа с памятью
Поскольку регистры и АЛУ процессора 8086 — 16-битные, это накладывает ограничение на операции вычисления адреса и его максимальный размер. Для вычисления адресов, превышающих 16 бит, понадобились бы расширение регистров и АЛУ и переработка системы команд, что, в свою очередь, привело бы к увеличению числа транзисторов, усложнению и удорожанию процессора.
Тем не менее, снижающиеся цены на память делали процессор выгодным для тех применений, где требовалась обработка больших объёмов данных. Расширение адресного пространства было одним из требований к новому процессору. В результате была выбрана компромиссная схема: исполнительный блок (EU) процессора оставлен 16-разрядным, а расширение адресного пространства сделано в блоке интерфейса шины (BIU) процессора путём реализации сегментной адресации памяти, увеличивающей разрядность шины адреса до 20 бит.
Сегментная адресация памяти использует тот факт, что обращения к памяти со стороны процессора легко можно разделить на обращения к коду программы, обрабатываемым данным и стеку. Обращения к разным типам содержимого памяти отображаются на независимые области памяти в расширенном адресном пространстве — сегменты. В процессоре 8086 для такого отображения адресов используются четыре 16-битных сегментных регистра:
- CS (Code Segment) — сегмент кода
- DS (Data Segment) — сегмент данных
- ES (Extra Segment) — дополнительный сегмент
- SS (Stack Segment) — сегмент стека

Каждый сегментный регистр определяет адрес начала сегмента в памяти, при этом сегменты могут совпадать или пересекаться. По умолчанию регистр CS используется при выборке инструкций, регистр SS — при выполнении операций со стеком, регистры DS и ES — при обращении к данным. В случае обращения к данным сегментный регистр по умолчанию может быть изменён путём добавления перед кодом инструкции специального префикса замены сегмента.
При этом в пределах сегмента используются 16-битные исполнительные адреса, хранящиеся в счётчике команд, указателе стека либо вычисляемые в соответствии с видом адресации, заданном в коде инструкции. Фактически, процессору всегда доступны 4 области памяти размером 64 Кбайт каждая. Если такой объём оказывается недостаточен, в программу приходится включать логику управления сегментными регистрами. Эта логика может существенно замедлять обращение к памяти, поэтому компиляторы с языков высокого уровня для платформы x86 позволяют указывать модель памяти в соответствии с требуемыми объёмами кода и данных.
Физический 20-битный адрес, позволяющий адресовать до 1 Мбайт памяти, получается путём сложения исполнительного адреса и значения сегментного регистра, умноженного на 16. Из-за наличия умножения на 16 сегмент всегда начинается на границе блока в 16 байт, называемого параграфом. Это может приводить к потере некоторого количества памяти, если размер используемых данных сегмента не кратен параграфу. В частности, это стало одной из причин, по которой разработчики отказались от реализации 24-битного адреса в 8086, так как размер параграфа при этом возрастал до 256 байт.
Возможное переполнение при вычислении физического адреса в процессоре 8086 игнорируется. Например, инструкция безусловного перехода по адресу 001016 при значении сегмента кода FFFF16 выполнит переход по физическому адресу 0. Этого не происходит в старших моделях процессоров x86, например 80286, имевшем 24 адресных линии, поэтому в компьютерах IBM PC/AT для обеспечения совместимости был введён специальный вентиль Gate A20, принудительно обнуляющий бит А20 системной шины адреса.
Поскольку в старших моделях процессоров x86 были введены новые способы расширения адресного пространства, способ, используемый процессором 8086, был назван «режимом реальной адресации».

### Система команд
Система команд процессора Intel 8086 состоит из 98 команд (и более 3800 их вариаций): 19 команд передачи данных, 38 команд их обработки, 24 команд перехода и 17 команд управления процессором. Возможны 7 режимов адресации. Микропроцессор не содержит команд для работы с числами с плавающей запятой. Данная возможность реализована отдельной микросхемой, называемой математический сопроцессор, который устанавливается на материнской плате. Сопроцессор вовсе не обязательно должен был быть произведён Intel (модель Intel 8087), к примеру, некоторые производители микросхем, такие как Weitek, выпускали более производительные сопроцессоры, чем Intel.
Система команд процессора Intel 8086 включает в себя несколько очень мощных строковых инструкций. Если инструкция имеет префикс REP (от англ. repeat, повтор), то процессор будет выполнять операции с блоками — перемещение блока данных, сравнение блоков данных, присвоение определённого значения блоку данных определённой величины, и т. д., то есть, одна инструкция 8086 с префиксом REP может выполнять 4—5 инструкций, выполняемых на некоторых других процессорах. Подобные приёмы были реализованы и в других процессорах — Zilog Z80 имел инструкции перемещения и поиска блоков, а Motorola 68000 может выполнять операции с блоками, используя всего две команды.
В микропроцессоре Intel 8086 используется примитивная форма конвейерной обработки. Блок интерфейса с шиной подаёт поток команд к исполнительному устройству через 6-байтовую очередь команд. Таким образом, выборка и выполнение новых команд может происходить одновременно. Это значительно увеличивает пропускную способность процессора и лишает необходимости ожидать считывания команды из памяти при занятом другими операциями интерфейсе микросхемы.

## Варианты микропроцессора, аналоги и конкуренты
Процессор выпускался в керамических и пластмассовых корпусах с 40 выводами. Были доступны версии с частотами 5, 8 и 10 МГц, обозначавшиеся как 8086, 8086-2 и 8086-1.
Основными конкурентами микропроцессора Intel 8086 были Motorola 68000, Zilog Z8000, чипсеты F-11 и J-11 семейства PDP-11, MOS Technology 65C816. В некоторой степени, в области военных разработок, конкурентами являлись процессоры-реализации MIL-STD-1750A.
Аналогами микропроцессора Intel 8086 являлись такие разработки, как NEC V30, который был на 5 % производительнее Intel 8086, но при этом был полностью с ним совместим. Советским аналогом являлся микропроцессор К1810ВМ86, входивший в серию микросхем К1810.

## Аппаратные режимы
Процессоры 8086 и 8088 могут работать в двух режимах: максимальном и минимальном.
Максимальный режим используется в сложных многопроцессорных системах, он также необходим для работы с математическим сопроцессором 8087. В максимальном режиме для выработки сигналов управления системной шиной необходим системный контроллер 8288. В компьютерах IBM PC и PC/XT процессор Intel 8088 используется в максимальном режиме, что позволяет ему работать с математическим сопроцессором 8087, который может быть установлен в сокет на материнской плате компьютера.
Минимальный режим используется в однопроцессорных системах. В этом режиме сигналы управления системной шиной процессор формирует сам.
Аппаратный режим определяется схемой включения процессора и не может быть изменён программно. Для задания режима используется вывод 33 (MN/MX), который соединяется либо с источником питания, либо с общим проводом. Изменение состояния вывода 33 меняет функции восьми других выводов процессора, отвечающих за управление системной шиной и связь с другими процессорами.

## Микросхемы поддержки
Для создания микропроцессорной системы на основе процессоров 8086 и 8088 компанией Intel выпускались следующие микросхемы поддержки:
- Intel 8237 — контроллер прямого доступа к памяти
- Intel 8259A — программируемый контроллер прерываний
- Intel 8284 — тактовый генератор
- Intel 8288 — системный контроллер
- Intel 8289 — арбитр системной шины Multibus

Также с процессорами могли использоваться микросхемы, ранее разработанные для процессоров 8080 и 8085:
- Intel 8251 — универсальный синхронно/асинхронный последовательный приёмопередатчик
- Intel 8253 — трёхканальный программируемый интервальный таймер
- Intel 8255 — трёхканальный параллельный интерфейс
- Intel 8257 — контроллер прямого доступа к памяти
- Intel 8271 — контроллер гибких магнитных дисков
- Intel 8273 — контроллер протокола HDLC/SDLC
- Intel 8275 — контроллер ЭЛТ-дисплея
- Intel 8279 — контроллер клавиатуры и светодиодного дисплея
- Intel 8282 — 8-битный регистр-защёлка без инверсии
- Intel 8283 — 8-битный регистр-защёлка с инверсией
- Intel 8286 — 8-битный двунаправленный шинный формирователь без инверсии
- Intel 8287 — 8-битный двунаправленный шинный формирователь с инверсией

## Микрокомпьютеры на основе Intel 8086
Первоначально процессор Intel 8086 использовался в промышленных системах. Его массовому применению препятствовала довольно высокая цена — 360 долларов на момент анонса. Кроме того, для 16-разрядной подсистемы памяти, используемой процессором, обычно требовалось вдвое больше микросхем по сравнению с 8-разрядной, что увеличивало размеры, сложность и стоимость печатных плат. В связи с этим руководством Intel ещё в конце разработки Intel 8086 было принято решение о выпуске бюджетной версии. Процессор Intel 8088 на момент анонса стоил 124,8 доллара и использовал 8-разрядную подсистему памяти, что делало его экономически более привлекательным. Он стал основой одного из самых известных персональных компьютеров — IBM PC.
Процессор Intel 8086 применялся:
- в одноплатном компьютере ISBC 86/12 с шиной Multibus, анонсированном корпорацией Intel в 1978 году[10]
- в прототипе одного из первых портативных компьютеров Xerox NoteTaker, представленном в 1978 году. Компьютер содержал три микросхемы Intel 8086 в качестве основного и графического процессоров, а также процессора ввода/вывода. Компьютер остался на стадии прототипа и не выпускался массово
- в одноплатном компьютере SCP200B с шиной S-100, выпускавшемся компанией Seattle Computer Products с ноября 1979 года
- в персональном компьютере Mycron 2000 норвежской компании Mycron, представленном в 1980 году
- в IBM PC совместимом компьютере Olivetti M24, представленном в 1983 году (позже выпускался под маркой AT&T 6300). Процессор работал на частоте 8 МГц. В компьютер могли устанавливаться как 8-разрядные платы с шиной ISA, так и 16-разрядные платы с разъёмом собственной конструкции, несовместимым с разъёмами IBM PC AT
- в компьютере Apricot PC[англ.] фирмы Apricot Computers, выпущенном в 1983 году
- в IBM PC совместимом компьютере Compaq Deskpro Model 1 фирмы Compaq, представленном 28 июня 1984 года. Процессор работал на частоте 7,14 МГц[11], в компьютер могли устанавливаться 8-разрядные платы с шиной ISA
- в моделях 25 и 30 компьютеров IBM PS/2, представленных в 1987 году. Процессор работал на частоте 8 МГц
- в компьютерах PC1512, PC1640, PC2086, PC3086 и PC5086 фирмы Amstrad
- в компьютерах NEC PC-9801 фирмы NEC
- в компьютерах Tandy 1000 серий SL и RL
- в текстовом процессоре IBM Displaywriter System[12]
- в компьютере Wang Professional Computer компании Wang Laboratories
- в оборудовании для наземного обслуживания кораблей «Спейс шаттл». NASA использовало оригинальные процессоры Intel 8086 вплоть до закрытия программы «Космическая транспортная система» в 2011 году. Такое решение было принято для предотвращения возможной программной регрессии, связанной с переходом на более новые версии процессоров или использования их несовершенных клонов[13]
- в автоматической межпланетной станции Lunar Prospector. Использовалась КМОП-версия 8086
- советский компьютер марки «Искра-1030», программно и аппаратно (но не конструктивно) совместимый с международным стандартом «IBM PC/XT»
- компьютер болгарского происхождения: Изот-1036С.

## Технические характеристики
- Дата анонса: 8 июня 1978 года
- Тактовая частота: от 4 до 16 МГц
  - производительность:
  - 5 МГц (модель 8086), при частоте 4,77 МГц (IBM PC) — 0,33 MIPS
  - 8 МГц (модель 8086-2 — 0,66 MIPS)
  - 10 МГц (модель 8086-1 — 0,75 MIPS)
  - Приблизительные затраты времени на операции процессорных циклов (EA — время, необходимое для расчёта эффективного адреса памяти, которое варьируется от 5 до 12 циклов):
    - Суммирование: 3—4 (регистровое), (9—25) +EA — при операциях с памятью
    - Умножение без знака: 70—118 (регистровое), (76—139) +EA — при операциях с памятью
    - Умножение знаковое: 80—154 (регистровое), (86—160) +EA — при операциях с памятью
    - Деление без знака: 80—162 (регистровое), (86—168) +EA — при операциях с памятью
    - Деление знаковое: 101—184 (регистровое), (107—190) +EA — при операциях с памятью
    - Перемещение данных: 2 (между регистрами), (8—14) +EA — при операциях с памятью
- Разрядность регистров: 16 бит
- Разрядность шины данных: 16 бит
- Разрядность шины адреса: 20 бит
- Объём адресуемой памяти: 1 Мбайт
- Адресное пространство I/O: 64 Кбайт
- Количество транзисторов: 29 000
- Техпроцесс: 3000 нм (3 мкм) HMOS, 1500 нм (1.5 мкм) HMOS-III
- Площадь кристалла: ~30 мм2 (поздние версии — 16 мм2 на техпроцессе HMOS-III)
- Максимальное тепловыделение корпуса: 1,75 Вт (фактическое потребление — 0,65 Вт); 2.5 Вт для 10-МГц версии
- Напряжение питания: +5 В
- Разъём: DIP-40
- Корпус: 40-контактный керамический или пластиковый DIP, позже — 56-контактный QFP и 44-контактный PLCC
- Поддерживаемые технологии: 98 инструкций
- Объём очереди команд: 6 байт (кэш-буфер команд)

## Эмулятор
Проект эмулятора процессора Intel 8086 на МК STM32: